# Glyptometra sclateri
Glyptometra sclateri is een haarster uit de familie Charitometridae.
De wetenschappelijke naam van de soort werd in 1905 gepubliceerd door Francis Jeffrey Bell.